# Enderleiniella tripunctata
Enderleiniella tripunctata är en tvåvingeart som först beskrevs av Becker 1916.  Enderleiniella tripunctata ingår i släktet Enderleiniella och familjen fritflugor. Inga underarter finns listade i Catalogue of Life.